# Victor Alejandro Corral Mantilla
Victor Alejandro Corral Mantilla (ur. 17 lutego 1936 w Guayaquil) – ekwadorski duchowny rzymskokatolicki, w latach 1987-2011 biskup Riobamby.

## Życiorys
Święcenia kapłańskie przyjął 15 lipca 1960. 14 stycznia 1982 został mianowany biskupem pomocniczym Riobamby ze stolicą tytularną Gummi in Proconsulari. Sakrę biskupią otrzymał 14 lutego 1982. 4 września 1987 objął urząd ordynariusza. 28 lutego 2011 przeszedł na emeryturę.